# Leucula circumdata
Leucula circumdata är en fjärilsart som beskrevs av William Schaus 1911. Leucula circumdata ingår i släktet Leucula och familjen mätare. Inga underarter finns listade i Catalogue of Life.